# 10回クイズ
10回クイズ（じっかいクイズ、じゅっかいクイズ）とはクイズ遊びの一つで、解答者にある単語を10回言わせたあと、誤答とその単語が似ているような問題を出し、解答者の誤答を誘うものである。問題自体は落ち着いて考えれば非常に簡単なものであるが、つい間違って答えてしまう。クイズというよりも、言葉遊びに近いものである。10回10回クイズとも呼ばれる。

## 概要
代表的なクイズとその解答は以下のものである。
```
質問者「『ピザ』と10回言ってください」
解答者「ピザ、ピザ、ピザ……」
質問者「（腕を折り曲げて指で示しながら、）それではここをなんと言うでしょう?」
解答者「ヒザ?」
質問者「残念、肘（ひじ）です」
```

このクイズには次の三つの要素が現れている。
- 繰り返し唱える語（“ピザ”）
- 想定される誤答（“ひざ”）
- 正答（“ひじ”）

唱える語と誤答は音が近接していて、誤答と正答は意味が近接している。この例では、“ひざ”と“ひじ”はともに体肢の関節を表すという点で意味が近接している。
解答者は“ピザ”と唱えた後で指し示された肘（ひじ）を見ると、肘に関連のある多くの語の中で“ピザ”と近接する音を持つ“ひざ”をまず連想しつつ、“ピザ”と“ひざ”の音の違いを意識する。このとき、誤答しないように警戒している解答者は、“ピザ”と“ひざ”の音の違いに引きずられないことに気を取られて、肘に関連のある多くの語の中に紛れた正答である“ひじ”を想起しづらくなるのである。

## 歴史
日本では1987年秋に「鴻上尚史のオールナイトニッポン」（ニッポン放送）で取り上げられ、翌1988年1月には同番組の番組本「10回クイズちがうね」（扶桑社、ISBN 4-594-00219-6）が出版されたことで一気に流行に火がつき、その後「笑っていいとも!」（フジテレビ）など多くの番組でこの遊びをベースとしたコーナーが作られた。
事実上の元祖といえる同番組では、最後の落ちのところで「ち～が～う～ね!」と叫んでから正解を言うスタイルが採用され、これが他の多くの番組でも使われた。ただしブーム自体は1年程度で沈静化した。
2004年12月8日放送のフジテレビ「トリビアの泉」のトリビアの種のコーナーで心理学から日本大学名誉教授大村政男、筑波大学心理学系教授太田信夫、東京国際大学名誉教授志津野知文、言語学から上智大学外国語学部教授菅原勉、専修大学文学部日本語日本文学科教授永瀬治郎、同志社大学言語文学教育センター教授山内信幸の計6人が「心理学と言語学の学者が考える最も引っかかりやすい10回クイズ」というテーマで議論した結果
```
質問者「『ニシン』と10回言ってください」
回答者「ニシン、ニシン、ニシン……」
質問者「赤ちゃんが生まれることは?」
回答者「妊娠?」
質問者「出産です」
```

が考案された。

## 応用
クイズを応用して、卑猥な言葉や解答者にとって失礼な言葉、長い言葉などを言わせるゲームもある。（一般的には最後に「ごくろうさま。」「おつかれさん。」といわれる『ただ言わせたいだけ』の応用編）